# Notre Dame du Haut
De Notre Dame du Haut is een bedevaartkapel bij Ronchamp in de regio Bourgogne-Franche-Comté in Frankrijk. De huidige kapel is beroemd vanwege de bijzondere vormgeving door de Zwitsers-Franse architect Le Corbusier en werd voltooid in 1955.
De kapel is gelegen op de top van een berg, de Colline de Boulémont, tegenwoordig ook wel genoemd Colline Notre-Dame du Haut, in het natuurpark Ballons des Vosges. De heuvel is alleen te bereiken over een weg uit de dorpskern van Ronchamp.
Van oudsher stond een kerk op de heuvel. Tot 1751, toen een kerk, Notre-Dame du Bas genoemd, in de dorpskern van Ronchamps gereed kwam, was dit de enige kerk in de omgeving.
Na de Franse Revolutie werden de kerk en de heuvel, zoals al het kerkelijk bezit, door de Franse republiek in bezit genomen. In 1799 werd de heuvel gekocht door mensen uit Ronchamps, waaronder de pastoor, sindsdien is de heuvel in particulier bezit.
In 1913 brandde de oude kerk uit na een blikseminslag.
In de periode 1922-1925 werd een nieuwe kerk gebouwd op de heuvel. Het laatste oude gebouw werd gesloopt in 1930.
In de Tweede Wereldoorlog werd deze kerk door een bombardement volledig verwoest.

## De kapel van Le Corbusier
Na de oorlog, in 1950, kreeg Le Corbusier opdracht een nieuwe vervangende kapel te ontwerpen. In de loop van de vijf opeenvolgende jaren schiep hij een karaktervol gebouw, een plek, waarvan hij, zelf niet gelovig, zei: "van stilte, van gebed, van rust, van geestelijke vreugde".
Zijn opdracht luidde dat hij een klein, intiem gebouw moest ontwerpen, waarvan zowel de dorpsgemeenschap als de pelgrims die het wilden bezoeken gebruik konden maken. Door het hoogoprijzende dak en de gebogen witte muren doet de kapel eerder denken aan een beeldhouwwerk dan aan een gebouw. Elke zijde verschilt volledig van de andere en het gebouw heeft mensen aan de meest uiteenlopende dingen doen denken, van de schaal van een krab tot een duif, van een vliegtuig tot een mijter. In de 5 jaar die er nodig waren om de kapel te bouwen, heeft Le Corbusier een dagboek bijgehouden waarin hij zijn mening over het gebouw noteerde. Hij zei: "Het sleutelwoord is licht, en licht verlicht vormen en vormen bezitten emotionele kracht".
Le Corbusier kwam ook voor heel wat technische problemen te staan. Omdat het zo moeilijk was om enorme blokken steen naar de top van de heuvel te vervoeren, gebruikte hij het puin van de verwoeste kerk om de nieuwe kapel te bouwen. Hij smeerde hierna de muren in met beton om een ruw oppervlak te krijgen dat wit kon worden geverfd. Speciaal is ook de dakconstructie, deze is volledig hol en gemaakt van gewapend beton over een skelet van balken en staven. Dit alles wordt beschermd door enkele lagen waterbestendig materiaal dat over de constructie heen is getrokken.
Het interieur van de kapel ontvangt licht via kleine gebrandschilderde ramen die zijn verzonken in de dikke muren, als die van een oude kerk of een kasteel. De ramen zijn door Le Corbusier zelf ontworpen en gebrandschilderd. Tussen de muren en het dak loopt ook een strook glas, waardoorheen een heldere baan daglicht in de kapel valt en zo lijkt het alsof het dak los van de muren zweeft.
Op bijzondere feestdagen, wanneer het aantal gelovigen te groot is, worden de diensten achteraan de kapel in openlucht gehouden. Le Corbusier zorgde voor een openluchtkapel, met een altaar en een preekstoel onder het overhangende dak. Door de gebogen achtermuur wordt de stem van de priester naar de gelovigen gericht. De kapel en het schilderachtige landschap van de Vogezen vormen dan ook een toepasselijke achtergrond.
In 1974-1975 werd naast de kapel een lage klokkentoren gerealiseerd naar ontwerp van Jean Prouvé.  Hierin werden de twee kerkklokken opgenomen die het bombardement van 1944 hadden doorstaan, aangevuld met een derde, nieuw gegoten, klok.
In de periode 2008-2011 werd een omstreden deels ondergrondse uitbreiding gebouwd met een klooster voor 12 zusters (Clarissen) en een bezoekerscentrum naar ontwerp van de architect Renzo Piano. De Fondation Le Corbusier, die Le Corbusiers erfgoed beheert, ging akkoord met de keuze voor de zusters Clarissen, passend bij deze bijzonder plek. 
De omgeving werd aangepast onder leiding van de landschapsarchitect Michel Corajoud.

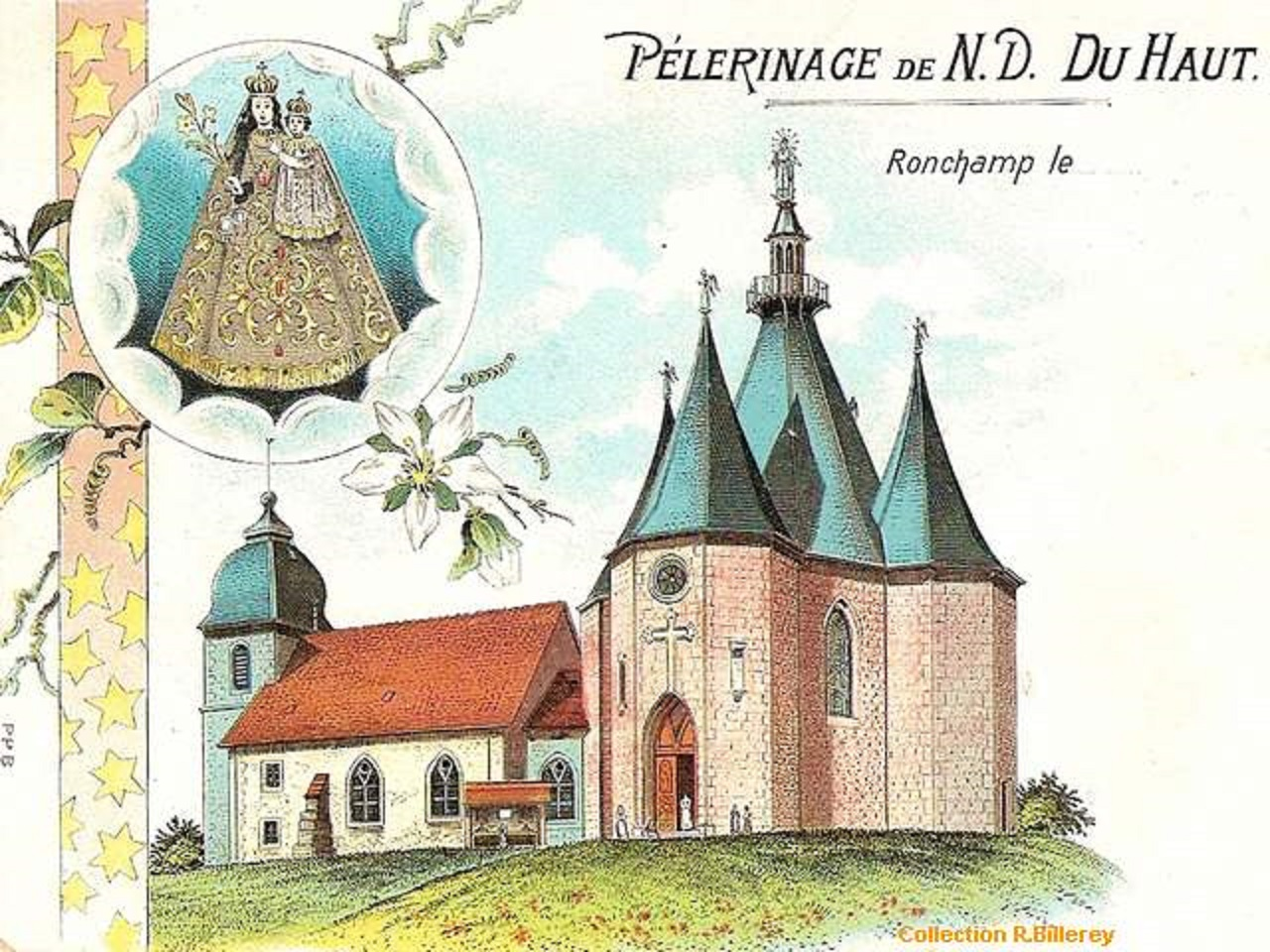
De kerk rond 1900
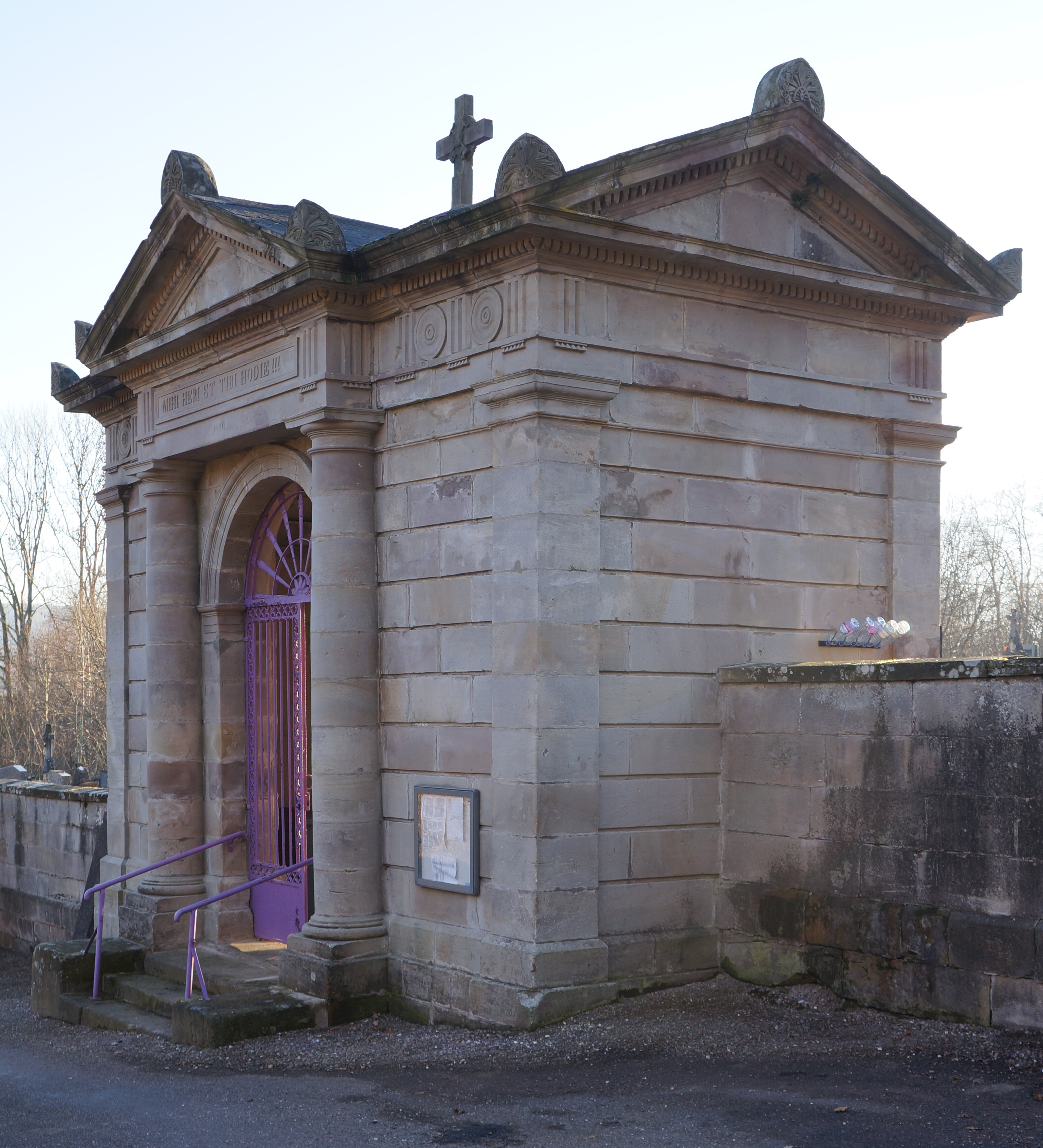
De ingang van de (oude) begraafplaats